# Mitracarpus megapotamicus
Mitracarpus megapotamicus är en måreväxtart som först beskrevs av Spreng., och fick sitt nu gällande namn av Carl Ernst Otto Kuntze. Mitracarpus megapotamicus ingår i släktet Mitracarpus och familjen måreväxter. Inga underarter finns listade i Catalogue of Life.